# Omroep MAX
Omroep MAX es una asociación pública de radio y televisión de los Países Bajos, que forma parte de la Nederlandse Publieke Omroep (NPO) desde 2005.

## Historia
Omroep MAX fue fundada en 2002 por Jan Slagter, presidente de la fundación Stichting Welzijn Gehandicapten Nederland (Fundación para el Bienestar de los Discapacitados en los Países Bajos), cuyo objetivo es organizar proyectos que promuevan el bienestar de las personas con discapacidad intelectual o física, enfermos crónicos y personas mayores en los Países Bajos.
Jan Slagter consideraba que había muy poca oferta para personas mayores de 50 años en la NPO y pensó que MAX podía cumplir esa función. En 2005 MAX recibió el estatus de aspirante a miembro de la NPO y pudo empezar a emitir sus primeros programas. 
La asociación debía tener al menos 150.000 miembros antes del 1 de abril de 2009 para poder seguir emitiendo, por lo que comenzó una campaña de captación de miembros que le permitió llegar a los 240.192 miembros. Con esas cifras en noviembre de 2009 la asociación recibió el reconocimiento definitivo como miembro de la NPO. 
En 2014 MAX ya tenía 345.685 miembros, lo que la convertía en la quinta asociación en tamaño dentro de la NPO, detrás de KRO-NCRV (1.ª), BNNVARA (2.ª), AVROTROS (3.ª) y EO (4.ª). 
En 2021 MAX había crecido hasta los 406.691 miembros, siendo solo superada por BNNVARA (407.000). En 2023, el número de miembros había aumentado a 430.000, lo que convirtió a MAX en la asociación más grande de la NPO.

## Programación
Los contenidos que produce están destinados para personas a partir de 50 años, desde programas de entretenimiento, culturales a divulgativos donde no se muestre violencia ni se utilice un lenguaje soez. También produce contenidos para otro tipo de audiencias teniendo en cuenta la experiencia en la vida adquirida por los mayores de 50 años. Todos estos contenidos se transmiten por TV y radio (a través de las emisoras propiedad de la NPO) e Internet (NPO Start).